# Robert Engle
Robert Fry Engle III (Syracuse, 10 november 1942) is een Amerikaans econoom. Hij won in 2003 de Prijs van de Zweedse Rijksbank voor economie voor zijn methodes voor het analyseren van economische tijdreeksen met een voor tijd variërende volatiliteit. Hij deelde de prijs met Clive Granger.

## Biografie
Engle studeerde af aan het Williams College, met een bachelor in natuurkunde. Daarna ging hij natuurkunde studeren aan de Cornell-universiteit, en haalde zijn master in 1966. Vervolgens stapte hij echter over op economie. In 1969 haalde hij hierin zijn Ph.D.
In 1969 werd Engle professor economie aan het Massachusetts Institute of Technology. Hij behield deze baan tot 1977. Daarna werd hij lid van de faculteit van de Universiteit van Californië – San Diego. Hij bleef hier werken tot aan zijn emeritaat in 2003. Engle werd in 2000 Michael Armellino Professor in the Management of Financial Services, aan de New York University, Stern School of Business.
Engles belangrijkste bijdrage aan de economie was zijn baanbrekende ontdekking van een methode voor het analyseren van onvoorspelbare bewegingen in de financiële marktprijs en interessegraad. Vorige onderzoekers gingen altijd uit van een constante volatiliteit. Engle daarentegen ontwikkelde een nieuw statistisch model waarin de volatiliteit kon veranderen. Deze methode is vandaag de dag een handig hulpmiddel in de economie.
Engle hielp ook mee met de oprichting van de Society for Financial Econometrics (SoFiE).
Engle is een schoonzoon van Edith Eger.

## Publicaties
- Autoregressive Conditional Heteroskedasticity With Estimates of the Variance of UK Inflation Econometrica 50 (1982): 987-1008.
- Estimation of Time Varying Risk Premia in the Term Structure: the ARCH-M Model (with David Lilien and Russell Robins), Econometrica 55 (1987): 391-407.
- Co-integration and Error Correction: Representation, Estimation and Testing (with Clive Granger), Econometrica 55 (1987): 251-276.
- Semi-parametric estimates of the relation between weather and electricity demand (with C. Granger, J. Rice and A. Weiss), Journal of American Statistical Association 81 (1986): 310-320.
- Exogeneity (with David F. Hendry and Jean-Francois Richard), Econometrica 51 (1983): 277-304.
- Asset Pricing with a Factor ARCH Covariance Structure: Empirical Estimates for Treasury Bills (with V. Ng, and M. Rothschild) Journal of Econometrics 45 (1990): 213-237.
- Autoregressive Conditional Duration: A New Model for Irregularly Spaced Transaction Data, (with J.R. Russell) Econometrica 66 (1998):1127-1162.
- Dynamic Conditional Correlation - A Simple Class of Multivariate GARCH Models Journal of Business and Economic Statistics (July 2002)